# Sindicato Español Universitario
El Sindicato Español Universitario (SEU) es una organización estudiantil nacionalsindicalista vinculada a Falange Española en España. Fue creada durante la Segunda República Española, impulsada por José Antonio Primo de Rivera con el objetivo de introducir los principios fundamentales del nacionalsindicalismo en la Universidad. Durante parte de la dictadura franquista fue la única organización estudiantil universitaria legal, lo que le confirió un gran poder. Todos los estudiantes universitarios estaban obligados a pertenecer a él. Sin embargo, el SEU entró en una fuerte crisis tras los Sucesos de 1956 y generó escisiones como el FES.
Su principal órgano de expresión fue la revista Haz, que se convirtió en una de las principales publicaciones falangistas.

## Historia

### Formación y primeros años
Al igual que otras organizaciones coetáneas en Europa, la Falange mostró un especial interés por introducirse en la Universidad. «Tanto en Italia, como en Alemania y España, las organizaciones universitarias fascistas tuvieron un destacado papel antes de la toma del poder».
El SEU se constituyó el 21 de noviembre de 1933, siendo aceptados su estatutos por la Dirección General de Seguridad (DGS) el 28 de febrero de 1934, naciendo con el objetivo de conseguir el «pleno dominio de la Universidad» con tareas de difusión y provocación a otras organizaciones, buscando la desestabilización del Estado republicano. Entre los miembros fundadores del SEU destacaron Gumersindo García Fernández, David Jato Miranda, Heliodoro Fernández Canepa, José Miguel Guitarte, Manuel Valdés Larrañaga, Agustín Aznar, o Matías Montero. Valdés Larrañaga fue el primer líder del SEU, cargo que desempeñó durante los primeros años. Según Eduardo González Calleja, la fundación del SEU fue una iniciativa de Julio Ruiz de Alda —«quizás el más firme partidario de la violencia entre los jefes falangistas de primera hora»—, Matías Montero, Alejandro Salazar Salvador y Manuel Valdés Larrañaga.
Desde el primer momento, el SEU aparece como base de Falange, siendo los estudiantes la principal fuente de afiliación y además, por su edad y condiciones físicas, la única fuerza —junto con los escasos obreros de la Central Obrera Nacional Sindicalista (CONS)— susceptible de engrosar los grupos de choque contra elementos adversos y contra la policía. De los 2.300 afiliados a finales de 1934, pasó a 9.700 en 1936 y a 46.569 en 1940 finalizada ya la Guerra Civil. Inicialmente contó con unos 500 afiliados de las universidades de Madrid, Sevilla y Valladolid organizados en células de tres individuos para luchar en las calles y en las aulas. De hecho, las escuadras del SEU fueron las que llevaron el peso de la acción callejera falangista. Sin embargo, el SEU siguió siendo minoritario frente a las asociaciones estudiantiles de derechas (católicas y tradicionalistas) y de izquierda (socialistas y anarquistas).
En la dirección del SEU hubo varios cambios durante estos primeros años. El falangista vasco Manuel Valdés Larrañaga fue el primer dirigente del sindicato universitario, seguido por Alejandro Salazar desde enero de 1935. Mercedes Formica, una de las figuras más relevantes en la lucha por los derechos de la mujer en España, sería delegada nacional del SEU femenino desde febrero de 1936.
El SEU proclamó desde un primer momento su carácter violento. Entre enero de 1934 y abril de 1936, momento en que es ilegalizada, protagonizaron más de veinte acciones violentas de entidad a las que hay que sumar continuos incidentes y peleas callejeras, siendo frecuentes los tiroteos, especialmente violentos en los barrios obreros de Madrid. Reflejo de esta política fue la muerte violenta de más de una docena de miembros del SEU. El primer muerto en las filas del SEU fue el joven Matías Montero.

### Guerra civil
Como parte de la Falange, el SEU participó en los movimientos previos al golpe de Estado que dio lugar a la Guerra Civil en la órbita de los sublevados.
Durante la guerra, buena parte de sus integrantes pasaron a formar parte como oficiales del ejército franquista con el grado de Alférez provisional. Los que no fueron nombrados oficiales nutrieron buena parte de la primera línea de combate de Falange en los distintos frentes en los que combatió en la guerra, por lo que fueron numerosas las bajas. Al finalizar el conflicto fueron también numerosos los miembros del SEU que se integraron en la División Azul.
El 23 de noviembre de 1937 la administración franquista decretó la aprobación de los estatutos del SEU de FET y de las JONS, al amparo del Decreto de Unificación. Desaparecen entonces los principios fundamentales, no solo del Sindicato Universitario, pero del nacionalsindicalismo original de la Falange Española de las JONS. Las organizaciones vinculadas a Falange, así como la propia Falange, serán utilizadas por Franco, durante y después de la Guerra Civil, como el seno principal para el movimiento de masas y partido único de la dictadura. Esto provocó el rechazo de muchos miembros originales del movimiento que se reorganizaron bajo la figura de Manuel Hedilla y que pasaron rápidamente a la clandestinidad.
El estalido del conflicto también afectó gravemente a la estructura directiva del SEU. Heliodoro Fernández Canepa, fundador y Consejero Nacional del sindicato permaneció en la Cárcel Modelo de Madrid hasta mayo de 1936. Meses después consiguió incorporarse a la zona sublevada, siendo nombrado Jefe Nacional del sindicato.

### El SEU durante el Franquismo

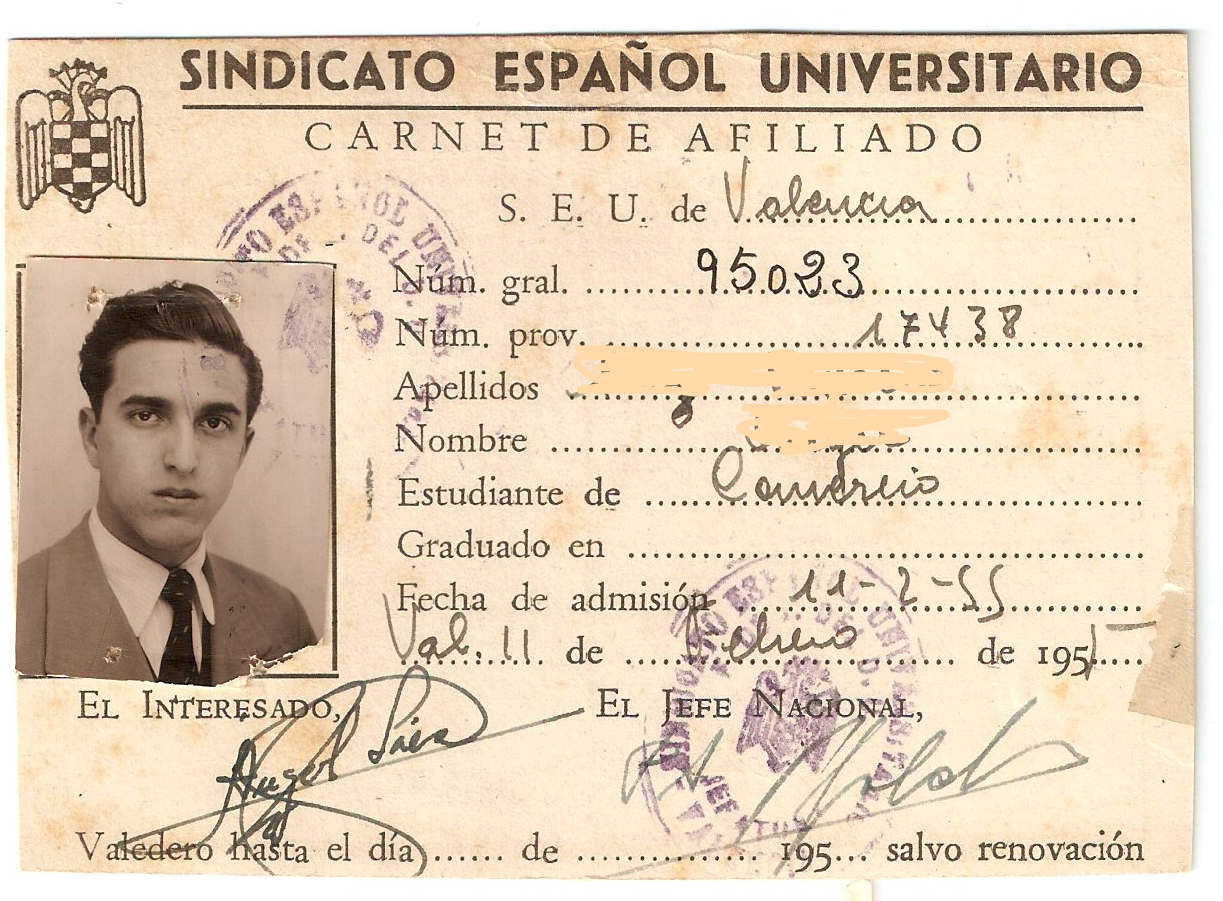
Carnet de afiliado al SEU.

Tras el final de la contienda el régimen resolvió por decreto de 23 de septiembre de 1939 que el SEU sería la única organización estudiantil legal en España, disolviendo todas las demás y obligando a otros movimientos juveniles de apoyo al régimen a integrarse, como la Agrupación Escolar Tradicionalista y la Federación de Estudiantes Católicos. Mediante la Ley de Ordenación Universitaria de 29 de julio de 1943 se reconoció al SEU su condición de "órgano universitario" tanto en la Universidad como en las distintas facultades (a excepción de las Escuelas Técnicas), y la obligatoriedad de afiliación al mismo para quienes quisieran acceder a la formación superior, así como obtener becas. Así, para el curso 1943-1944 ya se había hecho obligatoria la pertenencia al SEU para todos los estudiantes universitarios.
El 29 de abril de 1944 un decreto estableció que el SEU quedase adscrito a la estructura del Frente de Juventudes, lo que redujo significativamente su autonomía; ello provocó un hondo malestar en el sector falangista más radical de la organización. Entre 1946 y 1962 se sucedieron, al frente del SEU, José María del Moral, Jorge Jordana Fuentes, José Antonio Serrano Montalvo, Miguel Ángel García y Jesús Aparicio-Bernal.
El SEU nunca consiguió la necesaria penetración en la universidad como para poder ejercer el papel de control que tenía asignado. A partir de mediados de la década de 1950, los movimientos estudiantiles ilegales resultaron ser más poderosos dentro de los espacios educativos. Por otra parte, el propio régimen, al igual que hizo en parte con Falange Española de las JONS, no le ofreció un papel relevante fuera de la estructura del Movimiento Nacional, y ni siquiera permitió que sus cuadros participasen en el Consejo de Educación del Estado. A ello se unió que algunos dirigentes del SEU empezaron a cuestionar por diferentes motivos, diversos aspectos de la política española. Así incluso en una fecha tan temprana como 1954 se llegó a disolver violentamente por la policía una manifestación del SEU. Entre enero y marzo de 1965 las huelgas y manifestaciones que tuvieron lugar en varias universidades españolas, mostraron la incapacidad del sindicato para controlar la Universidad. Es más, las autoridades señalaron a la agencia Cifra que había sido infiltrado por la oposición, llegando en algunos casos puntuales a controlar cargos dirigentes.
Las autoridades intentaron llevar a cabo diversas medidas para recuperar la iniciativa política en las universidades. En julio de 1956 el SEU quedó definitivamente separado del Frente de Juventudes, con rango de delegación nacional. Miguel Ángel García se hizo cargo de la jefatura del Sindicato, si bien sus pretensiones de que el alumnado pudiese controlar la labor docente del profesorado provocarían su pronta destitución. Por indicación del Ministerio de Educación se nombró a Jesús Aparicio-Bernal —un «camisa blanca» que ni siquiera formaba parte de Falange— como su sucesor; Aparicio-Bernal iba a ser de hecho el encargado de proceder a la despolitización del SEU.
Un último intento de revivir el SEU provino de uno de sus últimos líderes, el neo-falangista José Miguel Ortí Bordás, que propuso recuperar parte de su antiguo ideario original (social-radical). Sin embargo, este intento llegaba demasiado tarde y el gobierno, consciente de la difícil situación que existía en la universidad española, decretó el 5 de abril de 1965 la disolución del SEU.
Teóricamente el SEU fue sustituido por las Asociaciones Profesionales de Estudiantes.
En octubre de 1972, en el contexto de la crisis universitaria en el tramo final del franquismo, personalidades del Movimiento Nacional, hubo contactos con sectores del falangismo para lo que se llamó su “resurrección”, acentuando este perfil, pero finalmente no se realizó en el marco oficial.

## Publicaciones
A lo largo de su historia el Sindicato Español Universitario publicó revistas como Haz, Juventud, La Hora, Alférez, Alcalá o Laye.